# Mahindra Maxx
Le Mahindra Maxx est un 4x4 construit sur une base de Jeep. Il peut transporter jusqu'à 10 personnes.